# Petar Stojanov
Petar Stefanov Stojanov, bulharsky Петър Стефанов Стоянов (* 25. května 1952) je bulharský politik. V letech 1997-2002 byl prezidentem Bulharska. V letech 2005-2007 byl předsedou strany Svaz demokratických sil (Съюз на демократичните сили).
Zvolen prezidentem byl roku 1997 jako kandidát Svazu demokratických sil, když získal v přímé volbě 59,73% hlasů a porazil socialistického kandidáta Ivana Marazova. Ve volbě roku 2001 již neuspěl, když v 1. kole skončil druhý s 34,9% hlasů a postoupil do druhého, tam však prohrál s Georgim Parvanovem, získal 46,7% hlasů.